# Nekomajin
Nekomajin (ネコマジン) er en japansk one-shot manga skrevet og tegnet af Akira Toriyama. De i alt otte kapitler blev udgivet uregelmæssigt mellem 1999 og 2005 i Shueishas shōunen manga magasiner Weekly Shōnen Jump og Monthly Shōnen Jump. De blev samlet i et enkelt kanzenban-bind i april 2005.
Nekomajin blev udgivet på dansk som et enkelt bind i 2007 af forlaget Carlsen.

## Handling
Nekomajin omhandler en race magiske kattevæsener, der holder af fup og drilleri. Undervejs involveres karakterer fra Akira Toriyamas tidligere værk Dragon Ball.